# Gilbert Houngbo
Gilbert Houngbo (4 de febrero de 1961) es un político togolés. Desde marzo de 2022 es director general electo de la Organización Internacional del Trabajo. Ocupó el cargo de primer ministro de Togo desde el 8 de septiembre de 2008 hasta el 23 de julio de 2012, siendo nombrado por el presidente Faure Gnassingbé.

## Trayectoria
Anteriormente ocupaba el puesto de director del Programa de la ONU para el Desarrollo en África además de diversos cargos universitarios en Togo y Canadá. Fue elegido primer ministro tras la dimisión de Komlan Mally que había sido designado en ese cargo tras la victoria de la Unión del Pueblo Togolés en las elecciones de octubre de 2007. Renunció a ese puesto el 11 de julio de 2012; ocho días después le sustituyó Kwesi Ahoomey-Zunu.
Entre 2013 y 2017, trabajó en la Organización Internacional del Trabajo (OIT) como director general Adjunto de Programas Exteriores y Alianzas.
Entre 2017 y 2022 fue el presidente del Fondo Internacional de Desarrollo Agrícola (FIDA).
EL 25 de marzo de 2022 fue elegido nuevo director general de la Organización Internacional del Trabajo en sustitución de Guy Ryder. Su mandato se inició el 1 de octubre de 2022.
| Predecesor: Komlan Mally | Primer ministro de Togo 2008-2012 | Sucesor: Kwesi Ahoomey-Zunu |